# Can Sagalars
Can Sagalars és una masia de Girona inclosa a l'Inventari del Patrimoni Arquitectònic de Catalunya.

## Descripció
La masia és de planta rectangular amb coberta a dos vessants de teula àrab. S'estructura en planta baixa, pis i golfes. La coberta presenta un senzill ràfec que combina la teula i el rajol. Les parets són de maçoneria mentre les cantonades i els marcs de les obertures són de carreus ben esqueixats. Adossada a la façana sud hi ha una construcció annexa amb una torre de secció quadrada, de construcció més moderna, del segle xix. La façana principal (a l'est) presenta una àmplia porta dovellada, finestres amb llinda plana i brancals bisellats. L'interior s'estructura en crugies perpendiculars a la façana principal. Davant de la façana est hi ha l'era amb un paller.